# Telothyria illucens
Telothyria illucens är en tvåvingeart som beskrevs av Wulp 1890. Telothyria illucens ingår i släktet Telothyria och familjen parasitflugor. Inga underarter finns listade i Catalogue of Life.